# Habenaria xochitliae
Habenaria xochitliae är en orkidéart som beskrevs av Roberto González Tamayo. Habenaria xochitliae ingår i släktet Habenaria och familjen orkidéer. Inga underarter finns listade i Catalogue of Life.